# Ualabi llebre del llac Mackay
El ualabi llebre del llac Mackay (Lagorchestes asomatus) és una espècie extinta de macròpode que solia viure al centre d'Austràlia. Se'n sap ben poca cosa.
El ualabi llebre del llac Mackay és conegut a partir d'un únic espècimen, trobat el 1932 entre el Mont Farewell i el llac Mackay, al Territori del Nord. Només se'n conservà el crani, que és l'únic indici que queda de l'existència d'aquesta espècie. Es creu que solia viure a les muntanyes de sorra del desert.